# Rodrigo Mancha
Rodrigo Mancha (født 16. juni 1986) er en brasiliansk fodboldspiller.